# Salinisation
Ne doit pas être confondu avec Salaison.

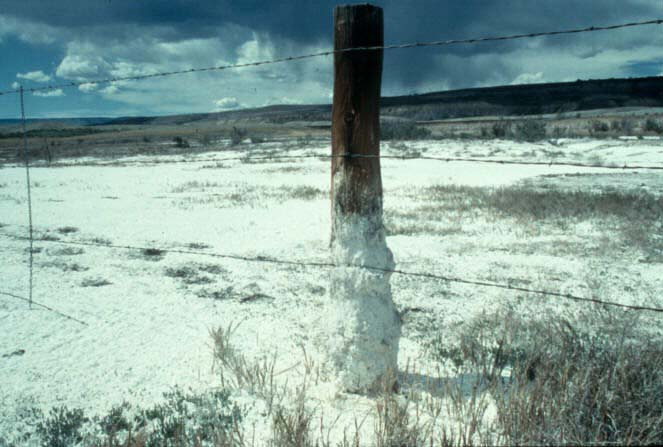
Un exemple de salinisation dans le Colorado

La salinisation est l'accumulation des sels hydrosolubles (potassium, magnésium, calcium, chlore, sulfate, carbonate, bicarbonate) dans les sols à des niveaux toxiques pour la plupart des plantes, animaux et champignons. La sodification est l'augmentation dans les sols de sels à haute teneur en sodium.
La salinisation et la sodification sont devenues une cause importante de désertification, d'érosion et de dégradation des sols et de l'agriculture et plus largement de la biodiversité. C'est aussi une « menace généralisée pour la structure et le fonctionnement écologique des zones humides continentales et côtières, et se produit actuellement à une vitesse et à une échelle géographique sans précédent ».
Ses causes sont diverses avec notamment le réchauffement climatique, la surexploitation ou la dérivation de ressources en eau douce, le défrichement, les incendies de forêt, l'irrigation, certaines effluents miniers salés, l'élévation du niveau marin, le recul du trait de côte, les ondes de tempête, l'utilisation de sels de déglaçage... Et les propectivistes annoncent une aggravation des modifications anthropiques du cycle hydrologique en raison des concentrations de population humaines, des pratiques agricoles intensives (utilisation d'intrants chimiques) et du dérèglement climatique, acteurs qui devraient aggraver la gravité de la salinisation des zones humides et la taille des zones touchées.

## Le problème de salinisation dans le monde
En moyenne, la Terre perd 10 hectares de terres cultivables par minute, dont 3 hectares à cause de la salinisation.
Les régions du monde actuellement les plus affectées par la salinisation sont la Tunisie, l'Égypte, l'Irak, l'Iran, le Pakistan et la Californie.

### En France
En zone méditerranéenne et outre-mer, la Corse, la Guadeloupe, la Martinique et La Réunion sont les plus concernées par des avancées de biseaux salés.
En France métropolitaine, les principaux risques ou problèmes existants sont liés aux séquelles industrielles et en particulier aux séquelles minières (cf. mélange de saumures anciennes issues de l'exploitation de sel, de potasse, d'halite ; dissolution de minéraux d'origine évaporitique dans les bassins sédimentaires ; lessivage de terrils et drainage minier acide.

Des risques d'intrusion marine et de biseaux salés existent dans certains territoires (Aquitaine, Flandre maritime) ; ils augmenteront avec le réchauffement climatique et la montée des océans et/ou la surexploitation de nappes d'eau douce proches de la mer,,.

## Causes

### Causes naturelles
80 % des terres salinisées ont une origine naturelle, on qualifie alors la salinisation de « primaire ». Elles étaient donc déjà incultivables. Dans ce cas, la salinisation résulte de dépôts des sels issus de l'altération des roches, de l'évaporation d'anciennes mers ou lacs salés ou par d'autres apports naturels externes.
Les tsunamis sont une cause de salinisation périodique de sols côtiers. À l'occasion du tsunami de 2004, au Sri Lanka par exemple, le sel a empoisonné des milliers d’exploitations rizicoles, ainsi que des bananeraies et des plantations de mangues. Il se forme sur les champs une croûte à mesure que ceux-ci s’assèchent.
Une salinisation s’opère immanquablement au point le plus bas des bassins endoréiques. L'eau ne peut en échapper que par évaporation ou par infiltration. Les minéraux qui sont abandonnés aux précipitations sous forme de sels contribuent par évaporation à saliniser les eaux et les sols, formant aux points les plus déprimés des plaines inondées et salées, des mares et des lacs salés tous peu propices à la vie végétales – halophiles et gypsophiles exceptés – dans des cas extrêmes des déserts de sels (Voir aussi chott, sebkha, playas, kevirs, bolsónes, garras, dayas, gueltas, salars, lagunas, solonchaks, solonetz, kévirs iranien, harhas syrien, pans en Afrique australe, sais Gobi, laagtes Kalahari).
Sous certains climats l'eau n'est pas en quantité suffisante pour lessiver les ions libérés par l'altération des sols, si bien que ces ions s'accumulent au sein du sol et augmentent le risque de salinisation, si le sodium (Na) est abondant dans l'environnement. Dans ce cas le drainage climatique (P-ETP), la différence entre précipitations (P) et évapotranspiration potentielle (ETP), est négative.

### Causes humaines
20 % des terres salinisées ont une origine humaine ; elles sont qualifiées de « salinisations secondaires », avec par exemple :  
- L'irrigation, qui est l'une des causes humaines majeures de salinisation[12]. En effet, 20 % des terres irriguées ont des problèmes de salinités[13]. Lorsque l'irrigation est trop abondante pour être absorbée par les racines des plantes (absence d'un système efficace de drainage), le sol est humidifié en profondeur, permettant au sel de remonter à la surface. Cela peut être évité en utilisant d'autres méthodes d'irrigation, comme l'irrigation au goutte-à-goutte[14]. Le phénomène est lié au sel naturellement présent en subsurface ou à l'utilisation d'eau saumâtre en région sèche[15].
- Le défrichement (ou défrichage) provoque aussi la salinisation. Contrairement à la végétation primitive, les cultures laissent le sol nu certaines périodes de l'année. Les pluies survenant à ces moments ne seront pas absorbées et provoqueront le même phénomène de diffusion du sel vers la surface[16].
- La remontée des nappes phréatiques salées ou l'irruption d'un biseau salé dans une nappe d'eau douce à la suite d'un pompage dépassant la capacité naturelle de recharge de la nappe ainsi qu'à la montée du niveau de la mer sont d'autres causes de salinisation.
- En zone froide et tempérée le sel de déneigement et de déverglassage sont aussi des sources importantes de salinisation[17].
- L'activité minière (exploitation de mines de sel ou de potasse) est une autre cause [18].

### Problèmes liés et conséquences
Le sel dans l'eau ou le sol a comme principales conséquences une augmentation de la pression osmotique, qui se traduit par une toxicité pour les végétaux et les organismes du sol due à l'accumulation de certains ions, dont Na. Il s'ensuit une dégradation du sol et de services écosystémiques (dont puits de carbone du sol).
Le sel dégrade aussi la qualité des eaux douces de surface (et donc des écosystèmes qui en dépendent, et des eaux potables qui en sont tirées. Il change les mécanismes physico-chimique fondamentaux du système sol-eau, en augmentant les concentrations ioniques et en modifiant les grands équilibres physico-chimiques, ainsi que la solubilité des minéraux.
Des  solutés comme les sulfates augmentent en affectant les cycles biogéochimiques des principaux autres éléments (carbone, azote, phosphore, soufre, fer et silice).
La biogéochimie des zones humides voit l'azote inorganique diminuer ainsi que le stockage de carbone alors que la production de sulfures toxiques augmente et que le cycle des éléments nutritifs se dégrade, au détriment de la plupart des espèces des zones humides et des services et fonctions écosystémiques qu'elles remplissaient. Le sel diminue la productivité des zones humides et la composition des assemblages d'espèces, ce qui perturbe les interactions interspécifiques antérieures, avec de complexes rétroactions (non linéaires en général, locales et écopaysagères).
Le sel rend aussi l'eau plus corrosive, ce qui favorise la dissolution de plomb et d'autres métaux toxiques ou indésirables des tuyaux, robinetteries et soudures contenant du plomb, et augment le risque de saturnisme, comme cela a été bien montré dans la ville de Flint. Pour l'Homme, l'excès de sel est notamment source d'hypertension.
Le réchauffement climatique et l'augmentation de la population mondiale vont aggraver les problèmes de salinisation. D'une part, l'irrigation devrait devenir de plus en plus indispensable, surtout en région aride, pour combler les déficits en eau et pour utiliser un maximum de terres arables et subvenir aux besoins d'une population croissante. D'autre part, les phénomènes d'évaporation inhérents à l'augmentation de la température vont accentuer le phénomène de concentration des sels dans les sols.

## Le stress salin chez les plantes
Certaines plantes ont acquis des mécanismes d'adaptation et de résistance - dans une certaine mesure - au sel, mais la salinité est l'un des facteurs les plus limitants de la productivité des cultures, hormis dans quelques cas (culture de la salicorne par exemple).

Le coût des pertes liées à celle-ci est estimé être d'environ 12 milliards de dollars US pour une année, prix qui devrait sans doute augmenter dans les années à venir, puisque la salinisation gagne régulièrement du terrain.

### Les effets chez les plantes du stress salin
Les effets généraux sont :
- Les effets osmotiques
  - Changement de la turgescence
  - Biosynthèse d'osmolytes
- Les effets relatifs aux ions
  - Toxicité (qui peut aussi varier selon le type de sel)
  - nutrition en minéraux perturbées (inhibition de l'arrivée de minéraux, perte de la sélectivité K/Na...)
- Le stress oxydatif
- Les effets sur les organismes symbiotes ou utiles et commensaux de la plante (ex : bactéries fixatrices de l'azote, champignons Mycorhizateurs, Pollinisateurs, décomposeurs du sol...)

Beaucoup de plantes et de micro-organismes disposent de mécanismes de défense contre le sel, mais ils ne sont généralement que de court-terme ou non adaptés aux sols saturés en sel. Actuellement, la création par sélection ou génie génétique (OGM) de variétés résistantes aux sols salins et/ou aux eaux d'irrigations saumâtres est un sujet de recherche et de spéculation financière (brevetage du vivant...). 
Les généticiens cherchent à insérer dans des plantes cultivées (ou arbres de sylviculture) des éléments de génomes d'autres plantes ou d'autres organismes (poisson, microorganismes résistants au sel). 
Mais l'un des problèmes agronomiques est qu'en zone salinisée (ou à risque de salinisation), des cultures intensives d'arbres ou plantes résistantes au sel peuvent - en augmentant l'évapotranspiration - encore concentrer le sel dans les couches supérieures du sol et aggraver les effets de la salinisation pour les autres organismes. La maîtrise de la salinité des sols est donc un objectif essentiel.

### Différentes sensibilités
Deux grands types de plantes sont à prendre en considération:
- les glycophytes (la majorité des espèces cultivées en font partie), qui sont généralement sensibles, voire très sensible aux excès de sel. Certaines de ces espèces disposent cependant de moyens d'y résister temporairement [23].
- les halophytes (environ 2 % les espèces terrestres), qui sont les espèces les plus tolérantes aux sels. 
Elles poussent naturellement sur les terres exposées au sel (semi-déserts salins, marais à mangroves, bord de mer...). Chez ces espèces on distingue :
  - l'halotolérance véritable : adaptation au stress osmotique en utilisant les solutés compatibles (proline, Polyols, composés d'ammonium quaternaire (Quats)...) et des protéines spéciales
  - l'évitement du sel par la plante, qui se fait - sans vraie tolérance - en adoptant un cycle de vie très court rapidement réalisé en périodes pluvieuses, et/ou via des mécanismes d'excrétion du sel, etc. Ces plantes ne sont pas utilisées en tant que culture mais peuvent être utiles pour éviter ou limiter l'érosion ou la dégradation des sols.